# Vettor Pisani (admiral)
 Der er for få eller ingen kildehenvisninger i denne artikel, hvilket er et problem. Du kan hjælpe ved at angive troværdige kilder til de påstande, som fremføres i artiklen.

 For alternative betydninger, se Vettor Pisani. (Se også artikler, som begynder med Vettor Pisani)
Vettor Pisani (1324 – 13. august 1380) var en venetiansk admiral. Han stod i spidsen for den venetianske flåde i 1378 i den 4. krig mellem Venedig og Genoa, den såkaldte Chioggia-krig. Pisani besejrer genoveserne ud for Capo d'Anzio, og efterfølgende generobrede han Cattaro, Sebenico og Arbe, der var blevet indtaget af ungarerne, som var allieret med Genoa.
Men den genovesiske flåde besejrede Pisani fuldstændigt ved Pola i maj 1379, og da han vendte tilbage til Venedig, blev han kastet i fængsel. Genoa havde nu overtaget og belejrede og indtog Chioggia syd for Venedig, så Venedig selv kom i fare. Den venetianske befolkning krævede herefter Pisani løsladt, da de har fuld tillid til hans kompetencer.
Regeringen gav efter og gav den aldrende admiral kommandoen over flåden endnu en gang. Ved sin gennemtænkte strategi og sit mod generobrede han Chioggia og besejrede genoveserne, der blev tvunget til at slutte fred.
Pisani døde i 1380 undervejs til Manfredonia med en eskadre med forsyninger. Han er begravet i Basilica di San Giovanni e Paolo i Venedig, hvor mange af datidens doger også ligger begravet.
- Wikimedia Commons har flere filer relateret til Vettor Pisani (admiral)

1. ↑  Navnet er anført på engelsk og stammer fra Wikidata hvor navnet endnu ikke findes på dansk.